# He Nian
He Nian (何念, Nanquín, província de Jiangsu, 2 de desembre de 1980) és un director de teatre xinès que exerceix com a tal al Centre d'art dramàtic de Xangai. Ha realitzat els seus estudis a l'Acadèmia de Teatre d'aquesta ciutat. Ha rebut el premi especial del 17è Festival Internacional de Teatre Experimental del Caire l'any 2005. Ara que es parla d'una revifalla del pensament marxista, He Nian ha convertit l'obra cabdal de Karl Marx El Capital, en versió manga, en un musical (Font: Diari Público del 16 d'abril de 2009). Entre els seus èxits de públic (per la qual cosa era anomenat El Petit imant pels espectadors que hi anaven al teatre), sempre en representacions en llengua xinesa, entre elles: 
- Dog's Face
- L'amant (basada en la novel·la Papa estic embarassada)
- Royal Tramp (basada en la novel·la de Louis Chan The Deer and the Cauldron)
- Romeo i els Amants Papallona
- El meu propi espadatxí (武林外传, en pinyin Wu Lin Wai Zhuan')
- Du Lala (basada en el bestseller Go Lala Go)